# Nadija Savčenko
Nadija Viktorivna Savčenko (ukr.:Надія Вікторівна Савченко, Kijev, 11. svibnja 1981.) je bivša ukrajinska časnica, poznata kao jedna od prvih žena koje su prošle obuku za pilotkinje helikoptera Oružanih snaga Ukrajine, ali i po tome što je zarobljena tijekom ratu u istočnoj Ukrajini i izručena Rusiji, gdje se protiv nje vodio sudski postupak zbog navodnog ubojstva dvoje ruskih novinara.
Savčenko je od mladih dana imala ambiciju postati vojna pilotkinja, te se zbog toga priključila kopnenoj vojsci, a potom elitnim padobranskim jedinicama. Od 2004. do 2008. bila je jedina žena-pripadnica ukrajinskoga kontingenta u savezničkim snagama koje su okupirale Irak, odnosno sudjelovale u borbama protiv pobunjenika. Nakon povratka podnijela je zahtjev za prijem u pilotsku školu u Harkovu, gdje je diplomirala 2009. godine. Sljedeće godine je poslana u Brodi gdje je služila kao pilotkinja helikoptera u 3. puku armijskoga zrakoplovstva.
Nakon izbijanja sukoba s pro-ruskim separatistima 2014. godine, Savčenko se kao dobrovoljka priključila bataljonu Ajdar te jesudjelovala u borbama u Luganskoj oblasti. Dana, 18. lipnja 2014. kraj mjesta Metalist u Slovjanoserbskom rajonu zarobili su je pripadnici pro-ruske Narodne policije Donbasa; snimke njenog ispitivanja od strane pro-ruskih militanata sljedeći su dan objavljene na internetu. Dana, 8. srpnja objavljeno je kako se Savčenko nalazi u Voronježu u susjednoj Rusiji, a sljedeći dan kako se protiv nje vodi postupak zbog sumnje da je 17. lipnja sudjelovala u ubojstvu Igora Korneljuka, reportera ruske državne televizije i Antona Voronjina, njegovog tehničara.
U ukrajinskoj javnosti Savčenko je postala mučenica i simbol borbe protiv ruske agresije, te traje kampanja s ciljem njenog puštanja na slobodu. U listopadu 2014. je na parlamentarnim izborima u Ukrajini izabrana u Vrhovnu radu na listi stranke Batkivščina. Dana, 25. prosinca 2014. izabrana je za ukrajinskoga predstavnika Parlamentarne skupštine Vijeća Europe. Dana, 26. siječnja 2015., njen status je potvrđen, te je, prema tumačenju njenog odvjetnika, stekla diplomatski imunitet; usprkos toga, ruske vlasti su odbile zahtjev za njeno puštanje.
Dana, 22. ožujka 2016., ruski sud proglasio ju je krivom i osudio na 22 godine zatvora.
Puštena je na slobodu i vraćena u Ukrajinu u svibnju 2016.